# بورگتو سانتو سپیریتو
بورگتو سانتو سپیریتو (به ایتالیایی: Borghetto Santo Spirito) یک کومونه در ایتالیا است که در استان ساونا واقع شده‌است.

## خصوصیات
بورگتو سانتو سپیریتو ۵٫۳ کیلومترمربع مساحت و ۵٬۳۱۶ نفر جمعیت دارد و ۲ متر بالاتر از سطح دریا واقع شده‌است.